# Abdullah Husan
Abdullah Husan (13 de dezembro de 1977) é um futebolista profissional kuwaitiano que atua como defensor.

## Carreira
Abdullah Husan representou a Seleção Kuwaitiana de Futebol, nas Olimpíadas de 2000. 